# Manuale dei Mostri
Il Manuale dei Mostri (Monster Manual) è la principale raccolta delle creature presenti nel gioco di ruolo fantasy Dungeons & Dragons. Insieme al Manuale del Giocatore e alla Guida del Dungeon Master è uno dei tre manuali base della maggior parte delle edizioni di D&D.
Esso comprende mostri derivati dalla mitologia e dal folklore, ma anche creature create specificatamente per il gioco. Ogni creatura è descritta sia in rapporto all'ambientazione (ad esempio le sue abitudini o il suo habitat) sia in rapporto alla parte meccanica del gioco (ad esempio le sue capacità magiche o il suo numero di dadi vita); la maggior parte delle voci presenta anche un'immagine della creatura.

## Storia del manuale dei mostri

### Gli albori diDungeons & Dragons
Il primo cofanetto di Dungeons & Dragons non presentava in modo separato il Manuale dei Mostri, ma si elencavano i mostri previsti in uno dei tre opuscoli presenti.
Dopo la separazione del gioco tra "Basic" (base) e "Advanced" (Avanzato), il gioco "base" ha continuato ad essere pubblicato in scatole (divise in base al livello); i mostri di livello adeguato venivano inclusi nei corrispondenti manuali dedicati al dungeon master, per essere successivamente raccolti in un unico libro, la Dungeons & Dragons Rules Cyclopedia.

### Advanced Dungeons & Dragons

#### Manuale dei Mostri originale
La prima pubblicazione con il titolo di Manuale dei Mostri fu scritta da Gary Gygax e pubblicata nel 1977 come libro di 108 pagine. Fu il primo libro con copertina rigida per qualsiasi gioco di D&D e il primo dei manuali fondamentali pubblicati per la nuova versione Advanced Dungeons & Dragons (AD&D) del gioco. Il Manuale dei Mostri era un supplemento al gioco, destinato a descrivere i mostri standard utilizzati in AD&D. Il libro era un compendio di oltre 350 mostri. Alcuni mostri erano nuovi, altri erano stati compilati e rivisti da vecchie fonti come Monsters and Treasure, Greyhawk, Blackmoor, Eldritch Wizardry, The Strategic Review e Dragon magazine. Ogni mostro era elencato in ordine alfabetico con una descrizione completa e statistiche complete e, in molti casi, era supportato da un'illustrazione.
La copertina della stampa originale era illustrata da David C. Sutherland III. Una versione con copertina morbida del Manuale dei mostri fu stampata nel Regno Unito dalla Games Workshop nel 1978. Quando il libro fu ristampato nel 1985, presentava una nuova grafica di copertina di Jeff Easley. Il libro rimase relativamente invariato nel corso delle quindici ristampe fino al 1989. Tra le modifiche minori apportate nel corso della tiratura vi sono il cambio della copertina per adeguarla al nuovo logo e allo stile della casa editrice, e alcune correzioni minori introdotte nelle ristampe del 1978.
La prima edizione del Manuale dei Mostri includeva ritratti in topless di alcuni mostri femminili, come le succube, i demoni di tipo V, le lamie e le silfidi. La prima edizione fu anche la prima apparizione del mimic.
Il Manuale dei Mostri della prima edizione è stato riprodotto come ristampa nel 2012.
Il Manuale dei Mostri è stato recensito anche da Don Turnbull, il quale ha ritenuto che "questo manuale merita un posto nella libreria di ogni appassionato di D&D" e ha elogiato il testo esplicativo, affermando che "amplifica, dove necessario, le statistiche di gioco e il risultato è l'elenco più completo dei mostri di D&D che si possa trovare, presentato con una chiarezza che purtroppo è fin troppo rara in altre fonti". Turnbull ha notato alcuni piccoli errori di stampa e ha ritenuto che alcuni disegni non fossero all'altezza di altri, ma ritiene che la qualità del libro "sia la più alta che ci si possa ragionevolmente aspettare in una materia così complessa". Turnbull ha concluso dicendo: "Non posso fare altro che elogiare il Manuale dei Mostri. Se ogni DM e ogni giocatore non lo comprasse, sarei molto sorpreso. È senza dubbio la cosa migliore che la TSR abbia prodotto finora".

#### Fiend Folio
Fiend Folio è stato pubblicato da TSR, Inc. Il Fiend Folio era composto principalmente da mostri descritti nella rubrica "Fiend Factory" di White Dwarf e da vari moduli di D&D, mentre alcuni erano creazioni originali. Introdusse nel gioco di D&D diversi mostri popolari, tra cui drow, githyanki, githzerai, slaad e cavalieri della morte. Presenta anche mostri ampiamente ridicolizzati, come il flumph, una delle poche creature non malvagie presentate nel volume.

#### Manuale dei Mostri II
Il Manuale dei Mostri II è un libro di 160 pagine con copertina rigida pubblicato nel 1983, anch'esso accreditato unicamente a Gygax. Si trattava di un supplemento che descriveva oltre 250 mostri, la maggior parte dei quali illustrati. Molti dei mostri erano tratti da moduli di scenario. Il libro includeva tabelle di incontri casuali per ambientazioni di dungeon e wilderness costruite a partire dal Manuale dei Mostri, dal Fiend Folio e dal Manuale dei Mostri II. Alcuni contenuti sono stati tratti da vari moduli di avventura di AD&D, in particolare da un buon numero di S4: Lost Caverns of Tsojcanth, e una dozzina di nuovi demoni che erano stati pubblicati per la prima volta sulle pagine della rivista Dragon. Come il Fiend Folio prima di esso, i mostri del Manuale dei Mostri II elencavano il valore in punti esperienza di ciascun mostro all'interno della voce. Il Manuale dei Mostri II, insieme al libro Unearthed Arcana della Prima Edizione, presentava un gran numero di mostri, razze e luoghi del mondo della campagna di Greyhawk di Gary Gygax.

### Advanced Dungeons & Dragons 2ª edizione
Il Compendio Mostruoso sostituì il Manuale dei Mostri con l'uscita della seconda edizione di AD&D. Il Compendio era un raccoglitore di fogli a fogli mobili, piuttosto che un libro cartonato. I primi due volumi contenevano i mostri fondamentali del gioco. A questi seguivano molte appendici che contenevano mostri extra per particolari ambientazioni di campagna.
Questo formato era stato pensato per aiutare i Dungeon Master (DM) a tenere a portata di mano solo le statistiche dei mostri necessarie per una particolare sessione di gioco, oltre che per ampliare notevolmente le informazioni su ogni mostro, dato che a ciascuno di essi veniva dedicata almeno una pagina intera. In questo modo, inoltre, avrebbero dovuto acquistare solo i volumi centrali e quelli delle appendici per le campagne desiderate, invece di avere un mix di mostri nei libri. Tuttavia, il formato del raccoglitore si rivelò alla fine poco pratico per due ragioni principali. In primo luogo, le pagine a fogli mobili non erano così resistenti come il formato con copertina rigida. Trattandosi di un gioco di uso frequente, questo era un problema serio. In secondo luogo, la TSR stampava abitualmente mostri diversi su ogni lato del foglio, rendendo impossibile mantenere i mostri in rigoroso ordine alfabetico.
Nel 1993 uscì il Monstrous Manual, che raccoglieva tutti i mostri dei primi due volumi del Monstrous Compendium e molti altri mostri provenienti da altre fonti in un libro di 384 pagine con copertina rigida, curato da Doug Stewart. Altre appendici del Compendio mostruoso furono pubblicate come supplementi al Manuale mostruoso sotto forma di libri in brossura. Includevano ristampe aggiornate delle appendici del Compendio mostruoso a fogli sciolti e nuovi volumi.

### Dungeons & Dragons 3ª edizione
Il Manuale dei Mostri per la terza edizione di D&D è stato pubblicato il 1º ottobre 2000 come terzo dei tre libri fondamentali del sistema. Monte Cook, Jonathan Tweet e Skip Williams hanno contribuito al Manuale dei Mostri della terza edizione. A Williams va il merito di aver progettato il libro. Gli aggiornamenti non avevano lo scopo di apportare grandi cambiamenti, ma solo di aggiornare i mostri più vecchi alle regole della terza edizione. Secondo Williams, "il primo punto all'ordine del giorno è stato quello di passare al setaccio la collezione ventennale di mostri del gioco e decidere quali sarebbero stati inseriti nel libro... Il team di progettazione decise di concentrarsi sulle creature che si adattavano bene alle avventure classiche in stile dungeon, con un'enfasi supplementare sulle creature di cui sentivamo la necessità per il gioco". Nel 2001 il Manuale dei Mostri ha vinto l'Origins Award per il miglior design grafico di un gioco di ruolo, avventura o supplemento del 2000. Un recensore di Pyramid lo ha definito "... un libro di riferimento essenziale, ed è un affare...".
I volumi successivi, Manuale dei Mostri II e Fiend Folio, sono nuovi manuali di regole specifiche per i mostri. Contengono per lo più mostri aggiornati dai libri di origine delle edizioni precedenti, anche se alcuni mostri non hanno quasi nessuna sovrapposizione con quelli dei loro omonimi della prima edizione. Non ci sono state nuove versioni del Manuale dei Mostri II o del Fiend Folio per l'edizione 3.5 di D&D, anche se gli errori di aggiornamento per entrambi i volumi e per il Manuale dei Mostri originale della terza edizione sono disponibili per il download dal sito web dell'editore.

### Dungeons & Dragons 4ª edizione
Il Manuale dei Mostri di D&D 4ª edizione è stato pubblicato insieme agli altri libri base il 6 giugno 2008. La copertina riportava il principe demone Orcus. Il libro è stato disegnato da Mike Mearls, Stephen Schubert e James Wyatt.
Il Manuale dei Mostri II è stato pubblicato il 20 maggio 2009 con Demogorgon in copertina; il Manuale dei Mostri 3 è stato pubblicato il 15 giugno 2010 con Lolth in copertina.
Monster Vault è stato pubblicato il 16 novembre 2010 e presenta i mostri introdotti nel Manuale dei Mostri rivisti nel nuovo formato introdotto nel Manuale dei Mostri III. Monster Vault: Threats to the Nentir Vale è stato pubblicato il 28 giugno 2011 e ha reintrodotto alcuni nuovi mostri e altri legati all'ambientazione di Nentir Vale. Tutti i volumi del Monster Vault fanno parte della linea di prodotti Dungeons & Dragons Essentials per D&D della quarta edizione.

### Dungeons & Dragons 5ª edizione
Il 30 settembre 2014, il Manuale dei Mostri di D&D 5ª edizione è stato il secondo libro base pubblicato per la nuova edizione. Nella classifica "Best-selling Books Week Ending October 13, 2014" di Publishers Weekly, Manuale dei mostri si è piazzato al 5º posto nella categoria "Hardcover Nonfiction" e ha venduto 16.956 unità.
In una recensione del Manuale dei Mostri su Black Gate, Scott Taylor ha detto: "Nel complesso, questo è un libro molto nitido nei 'Tre Grandi' del gioco (Manuale del Giocatore, DMG e MM), e chiunque stia cercando di affrontare la sfida della 5E sarà felice di ciò in cui ha investito."
Il Manuale dei Mostri della 5ª edizione ha vinto l'Origins Award 2015 come miglior supplemento per il gioco di ruolo e come supplemento per il gioco di ruolo preferito dai fan. Il libro ha vinto due ENnie Awards d'oro 2015: "Miglior Mostro/Avversario" e "Miglior Arte Interna".